# Ernest Tilton Sumpter Kelly
Ernest Tilton Sumpter Kelly (ur. 20 czerwca 1898 w Picton, zm. 15 czerwca 1918 Laventie) – kanadyjski podporucznik Royal Flying Corps, as myśliwski No. 1 Squadron RAF. 
Ernest Kelly urodził się w Kanadzie, po służbie w Canadian Expeditionary Force 6 lipca 1917 roku został przydzielony do RFC. Na początku 1918 roku został przydzielony do stacjonującego  we Francji w No. 1 Squadron RAF.
Pierwsze zwycięstwo powietrzne odniósł 27 maja 1918 roku. Było to zwycięstwo nad samolotem typu C, odniesiony wspólnie z P. Claysonem, D. Knightem, B. Moodym oraz H. Kullbergiem.  Kolejne trzy zwycięstwa powietrzne, 27 i 28 maja, odniósł razem z jeszcze większą grupą pilotów jednostki.
Piąte zwycięstwo dające mu tytuł asa odniósł 30 maja 1918 roku nad samolotem Albatros D.V.  
15 czerwca 1918 Kelly został zestrzelony przez pilota z Jasta 14 - Fokkera Dr. I. Został pochowany na Cabaret-Rouge British Cemetery, Souchez, Pas de Calais, Francja. 